# Георг Пфеффер
Георг Пфеффер (нім. Georg Pfeffer; 17 січня 1943, Берлін — 20 травня 2020) — німецький антрополог.

## Життя
Син соціолога Карл Гайнц Пфеффер та вчительки Маргарет Вайнман Кірбі, він вивчав етнологію, соціологію та історію релігії. У віці 16 років Пфеффер переїхав з батьками до Лахор в Пакистан, де відвідував християнський коледж Формана з 1959 по 1962 рік. Він навчався під керівництвом Рольф Герцог у Universität Freiburg, де отримав докторський ступінь у 1970 році. У 1971 році перейшов до Universität Heidelberg, де отримав габілітацію у 1976 році. З 1978 року був університетським викладачем, а з 1979 по 1985 рік — професором етнології в Гейдельберзькому університеті. З 1985 по 2008 рік він викладав у Вільному університеті Берліна Freien Universität Berlin.  З 1993 по 1995 рік Пфеффер був першим головою Берлінського товариства антропології, етнології та передісторії. Пфеффер помер 20 травня 2020 року після важкої хвороби і похований на берлінському Кладовище Далем.

## Дослідження
У своїй науковій кар'єрі Пфеффер спеціалізувався на дослідженнях Південної Азії, а також на питаннях спорідненості, правління та релігійної етнології.
У 1968 і 1969 роках він провів свої перші етнологічні польові дослідження серед немусульманської меншини абортистів у старому місті Лахор, а також порівняльні дослідження в Амрітсар, Індія, про які він написав докторську дисертацію ("Групи парійців у Пенджабі") у 1970 році.
У 1971-1972 роках Пфеффер провів ще один рік, проводячи етнографічні дослідження в рамках першого "Проекту Орісса" (1970-1976) DFG серед сасанів-брамінів, що мешкають в округ [Пурі в індійському штаті Пурі, утворюють найвищий за статусом сегмент брамінів. Ця регіональна еліта була темою його габілітаційна робота.
У 1974-1976 роках Пфеффер викладав як запрошений лектор в Університет Каїд-і-Азам в Ісламабаді, Пакистан. Разом з професором А. К. Дані, деканом факультету Соціальні науки, він заснував там кафедру антропології та керував початковими етнографічними дослідженнями.
Етнографічні інтереси Пфеффера привели його в гори Західної Орісси з 1980 року, де він відвідував села місяцями майже щороку до 2002 року. Найдовше він жив у Куттіа Конд в окрузі Кандхамал і Гадаба в окрузі Корапут.
Пфеффер записав відповідну термінологію спорідненості, а також шлюбні правила і практики серед більш ніж 30 різних етнічних одиниць. В результаті він зареєстрував помітні відмінності між цими трьома аналітичними рівнями відліку та системою близькість, характерною для середньоіндійських племінних районів. (спорідненість) і кровноспорідненість (кровноспорідненість), яка суттєво відрізняється від систем, характерних для Північної чи Південної Індії.
Крім того, він дослідив вторинне поховання Гадаби. Це означає «повернення» померлих у вигляді буйволів і масштабний систематичний обмін цими носіями душ, який в рамках «великого шлюбу» взаємно пов'язує агнатичні села квазі-інцестуально за аналогією до афінних зовнішніх відносин.
Після Роя, Елвіна та фон Фюрера-Гаймендорфа Георг Пфеффер є першим соціально антропологічно орієнтованим етнологом, який присвятив тривале порівняльне емпіричне дослідження комплексу середньоіндійських племінних суспільств. У рамках другого «Проекту Орісса»» DFG (1999-2006) Пфеффер також керував довгостроковими дослідженнями Петера Берґера, Лідії Гузі, Роланда Гарденберґа, Тіни Оттен, Уве Шкоди та Крістіана Штрюмпеля, які фундаментально розширили етнологічні знання про Центральну Індію.
Під час і після своєї університетської кар'єри етнолога Пфеффер регулярно висловлювався на політичні теми Пакистану та Індія у лекціях і публікаціях. Його особливе занепокоєння викликала безпосередня загроза для племінного населення Індії. Великі племінні території штатів Орісса та Джаркханд намічені транснаціональними корпораціями для видобутку корисних копалин, тож мільйони місцевих жителів можуть втратити середовище проживання і принаймні соціокультурне існування, як це переконливо демонструє приклад «сталевого міста» Руркела в Оріссі, збудованого за німецької допомоги.

## Роботи (вибірка)
як автор
- 'Порівняння Льюїса Генрі Морґана. Переоцінка термінології, анархії та світогляду в корінних суспільствах Америки, Австралії та Гірської Середньої Індії. Берган, Нью-Йорк, 2019 р. ISBN 978-1-78920-317-2, тверда обкладинка; ISBN 978-1-78920-318-9 (електронна книга).
- Спорідненість як конституція. Небюрократичні моделі громадського порядку". Номос, Баден-Баден 2016, ISBN 978-3-8487-2421-5 (друк), ISBN 978-3-8452-6580-3 (ePDF).
- Статус і спорідненість у Середній Індії. Штайнер, Вісбаден 1982, ISBN 3-515-03913-9 (Внесок у дослідження Південно-Східної Азії; 76).
- Парійські групи Пенджабу. Реннер, Мюнхен 1970 (включно з дисертацією, Університет Фрайбурга/Б. 1970).
- Мисливці, племена, селяни. Культурна криза і порівняння". NISWASS-CEDEC Press, Bhubaneswar 2003 (Серія лекцій пам'яті доктора Амбедкара).
- "Ведичні брахмани Пурі: спадкоємність і зміни в їхніх традиційних інституціях". В: Аннчарлотт Ешманн, Герман Кульке, Ґая К. Тріпаті (ред.): "Культ Джаґаннатхи та регіональна традиція Орісси". Manohar Publ., New Delhi 1978, pp. 421-437.

як редактор
- Концепція племінного суспільства. Concept Publ., New Delhi 2002, ISBN 81-7022-983-9 (Сучасне суспільство. Дослідження племен; том 5) (у співавторстві з Діпаком Кумаром Бехерою).

## Вебпосилання
- Веб-сторінка "Історія німецької антропології/етнології 1945/49-1990"
- Професор, доктор Георг Пфеффер, сайт Берлінського університету
- Список публікацій